# Ignacy Żegota Onacewicz
Ignacy Żegota Onacewicz pseud.: Żegota z Małej Brzostowicy, (ur. 15 sierpnia 1780 w Brzostowicy Małej lub 1781, zm. 18 lutego 1845 w Petersburgu) – polski historyk, bibliofil, edytor, profesor historii na Cesarskim Uniwersytecie Wileńskim.

## Życiorys
Urodzony w Brzostowicy Małej jako syn Szymona Onacewicza, proboszcza unickiego. W młodości (od roku 1789) pobierał naukę w Szkole Podwydziałowej w Wołkowysku, Grodnie (1796-1797) oraz Ełku (od roku 1801), później studiował także w Królewcu (filozofię od roku 1802) i Wilnie. Przez 4 lata (1797-1801) był na Suwalszczyźnie guwernerem Kozierowskiego i A. Szabuniewicza. W 1818 roku zdobył tytuł profesora historii i otrzymał katedrę na Uniwersytecie Wileńskim (m.in. w dniu 16 VI 1819 egzaminował Adama Mickiewicza), wykładał tam również statystykę rosyjską i dyplomację. Jako patriota wspierający działalność tajnych organizacji studenckich, wskutek nasilenia działań rusyfikacyjnych przez nowego kuratora oświaty okręgu wileńskiego Nikołaja Nowosilcowa, Onacewicz w 1828 roku utracił stanowisko na uczelni i został uwięziony przez władze carskie. Po uwolnieniu w roku 1835 wyjechał do Petersburga, gdzie zajmował się odszukiwaniem polskich rękopisów skonfiskowanych po powstaniu listopadowym.

## Twórczość
Ignacy Onacewicz pozostawił po sobie wiele materiałów, związanych głównie z historią Litwy i epoką zygmuntowską. Przed śmiercią dużą część dorobku przekazał polskim bibliotekom oraz uczonym.

### Ważniejsze dzieła
1. Rozprawa konkursowa na Katedrę Historii Powszechnej, pod godłem: Praecipuum munus annalium, reor, ne virtutes sileantur, utque pravis dictis factisque ex posteritate et infamia metus sit, powst. w latach 1820-1821; fragm.: Uwagi nad historią powszechną, "Magazyn Powszechny" 1840, zeszyt 11-12; całość niewydana, zaginęła
2. Nota; Genealogia familii Jagiellońskiej, wyd. w: A. B. Hlebowicz: Krótki rys życia Witołda, w. księcia litewskiego, Wilno 1821
3. Krótki rys dziejów Litwy. (Wstęp do) J. Albertrandi: Panowanie Kazimierza, Jana Alberta i Aleksandra Jagiellończyków..., zobacz Prace edytorskie poz. 2
4. Nota o kuratorii Nowosilcowa, podana na ręce generała Rosen, powst. w styczniu 1830, wyd. J. Lelewel w: Nowosilcow w Wilnie w roku szkolnym 1823/4, Warszawa 1831
5. Pamiętniki – kronika, powst. w latach: 1800-1835 (według J. Iwaszkiewicza), 1810-1835 (według L. Janowskiego); niewydane; rękopis zaginął, (inform. Iwaszkiewicz)
6. Rzut oka na pierwotne dzieje Litwy, "Rocznik Literacki" 1846; Rzut oka na dzieje W. Ks. Litewskiego, "Pamiętnik Naukowo-Literacki" 1849-1850, (według Iwaszkiewicza są to fragmenty historii Litwy, której Onacewicz nigdy w całości nie opracował; zebrał natomiast bogate materiały i notaty oraz ułożył plan zamierzonego dzieła; strzępy materiałów rozproszone zostały po różnych bibliotekach)
7. Panowanie Zygmunta Starego, rękopis zaginął, (inform. Janowski).

W rękopisie Biblioteki Narodowej, sygn. 3912, zachowały się notaty K. Antoszewskiego z wykładów Onacewicza w roku 1822: Statystyka państwa rosyjskiego; Dyplomacja.
Artykuły Onacewicza ogłaszano w czasopismach: "Biblioteka Warszawska" (tu: Franciszek Krasiński, podkanclerzy koronny, biskup krakowski, 1849 t. 3), "Magazyn Powszechny" (1840), "Pamiętnik Naukowo-Literacki" (1849-1850), "Rocznik Literacki" (1846), "Siewiernyj archiv" (1822, t. 4).

### Prace edytorskie
1. J. Albertrandi: Panowanie Henryka Walezjusza i Stefana Batorego, królów polskich. Wyjęte z rękopismów t. 1-2, Warszawa 1823
2. J. Albertrandi: Panowanie Kazimierza, Jana Alberta i Alexandra Jagiellończyków, królów polskich i w. książąt litewskich. Wyjęte z rękopisów Jana Albertrandiego t. 1-2, Warszawa 1827.
3. J. Albertrandi: Dwadzieścia sześć lat panowania Władysława Jagiełły, króla polskiego, przygot. do druku I. Onacewicz przed rokiem 1828; wyd. E. Raczyński, Wrocław 1845, (inform. Iwaszkiewicz).

### Listy i materiały
1. Do Jana Śniadeckiego z 20 lipca 1811; z rękopisu Archiwum Kuratorii Wileńskiej wykorzystał i drobny fragment ogł. J. Iwaszkiewicz: I. Ż. Onacewicz – historyk Litwy..., "Studia i Materiały z Dziejów Nauki Polskiej" seria A, zeszyt 4 (1961)
2. Do J. Lelewela 110 listów z lat 1817-1830; z rękopisu Biblioteki Jagiellońskiej, sygn. 4435 t. 4, wykorzystał i drobny fragment ogł. J. Iwaszkiewicz jak wyżej
3. Do A. J. Czartoryskiego z lat 1821-1822; z rękopisów: Archiwum Kuratorii Wileńskiej, Biblioteki Czartoryskich, wykorzystał i drobny fragment ogł. J. Iwaszkiewicz jak wyżej poz. 1
4. Do W. Anastasiewicza z lat 1824-1832; z rękopisu Biblioteki Przeździeckich (obecnie spalony), wykorzystał i drobny fragment ogł. J. Iwaszkiewicz jak wyżej poz. 1
5. Do M. Balińskiego z roku 1827; z rękopisów: Archiwum w Jaszunach i Biblioteki Uniwersytetu Wileńskiego, wykorzystał i drobny fragment ogł. J. Iwaszkiewicz jak wyżej poz. 1
6. Do M. Mianowskiego z roku 1828; ogł. J. Iwaszkiewicz jak wyżej poz. 1
7. Do generała-gubernatora wileńskiego z 28 października 1828; z rękopisu Archiwum Generała-Gubernatora Wileńskiego, drobny fragment ogł. J. Iwaszkiewicz jak wyżej poz. 1
8. Do M. Malinowskiego z roku 1835; z rękopisu Biblioteki Uniwersytetu Wileńskiego, drobny fragment ogł. J. Iwaszkiewicz jak wyżej poz. 1
9. Pro memoria z Petersburga do Radzimińskiego z 31 sierpnia 1839; rękopis: Ossolineum, sygn. 3109/II
10. Do A. Jochera z 30 grudnia 1839 z Moskwy; wyd. T. Turkowski: Materiały do dziejów literatury i oświaty na Litwie i Rusi t. 2, Wilno 1937, s. 271-273
11. Do A. Mickiewicza 2 listy z roku 1842; wyd. W. Mickiewicz w: Korespondencja A. Mickiewicza t. 4, Paryż 1876; przedr. w: Dzieła A. Mickiewicza t. 11, Paryż 1885
12. Do R. Podberskiego z roku 1844; fascimile ogł. "Rocznik Literacki" 1846
13. Do M. Homolickiego i M. Polińskiego; rękopis dawnej Biblioteki Wróblewskich w Wilnie
14. Do K. Sienkiewicza; rękopis: Biblioteka Czartoryskich
15. Od K. Lacha Szyrmy z lat 1811-1829, od J. Lelewela z roku 1830; z rękopisu Biblioteki Krasińskich (obecnie spalony), wykorzystał i drobny fragment ogł. J. Iwaszkiewicz jak wyżej poz. 1
16. Obrona własna; rękopis: Archiwum PAN.